# Yockleton
Yockleton – wieś w Anglii, w hrabstwie Shropshire. Leży 9 km na zachód od miasta Shrewsbury i 230 km na północny zachód od Londynu.